# Hanover (Kansas)
Hanover – miasto w Stanach Zjednoczonych, w stanie Kansas, w hrabstwie Washington.